# Jorma Karvonen
Jorma Karvonen, född den 16 oktober 1949 i Lampis, är en finländsk orienterare och skidorientare. Karvonen tog brons i stafett vid VM i orientering 1978. I skidorientering  har Karvonen tagit individuellt silver samt stafettguld i VM 1975 och individuellt brons i VM 1977.